# Oskar Ursinus
Oskar Ursinus (Weißenfels, 11 marzo 1877 – Francoforte sul Meno, 6 luglio 1952) è stato un pioniere dell'aviazione e progettista tedesco.

## Biografia
Carl Oskar Ursinus studiò elettrotecnica e meccanica. In occasione del  Internationale Luftfahrtausstellung di Francoforte del 1909 si interessò per la prima volta del volo. Appassionato dagli alianti e dal volo a vela, iniziò a lavorare per la Borsig come tecnico.
Successivamente, intorno al 1914, per lo sforzo bellico, passò alla Gothaer Waggonfabrik dove disegnò la linea dei bombardieri G-Typ. Scrisse articoli tecnici e fu anche direttore di una rivista tecnica per ingegneri, fondò la rivista Flugsport.

## Modelli e alianti
Anche l'aeromodellismo ed il volo a vela interessarono Ursinus. Negli anni'20 del XX secolo si recò presso il primo sito dedicato al volo a vela in Germania, presso Wasserkuppe/Rhön.
La costante presenza presso il luogo fece diventare conosciuto Ursinus come Rhönvater Ursinus.

## Sviluppi
Il 9 marzo 1968 venne fondata la Oskar Ursinus Vereinigung con sede a Bingen, Landkreis Sigmaringen, una associazione per lo sviluppo dell'hobby del volo. L'associazione fa parte della Experimental Aircraft Association di Oshkosh (Wisconsin).